# 婆羅洲鰻鬍鯰
婆羅洲鰻鬍鯰，為輻鰭魚綱鯰形目塘虱魚科的其中一種，被IUCN列為次級保育類動物，分布於亞洲婆羅洲沙勞越的淡水流域，體長可達8.6公分，棲息在森林沼澤區。

## 扩展阅读
維基物種上的相關：婆羅洲鰻鬍鯰